# Liste der diplomatischen Vertretungen in Niger

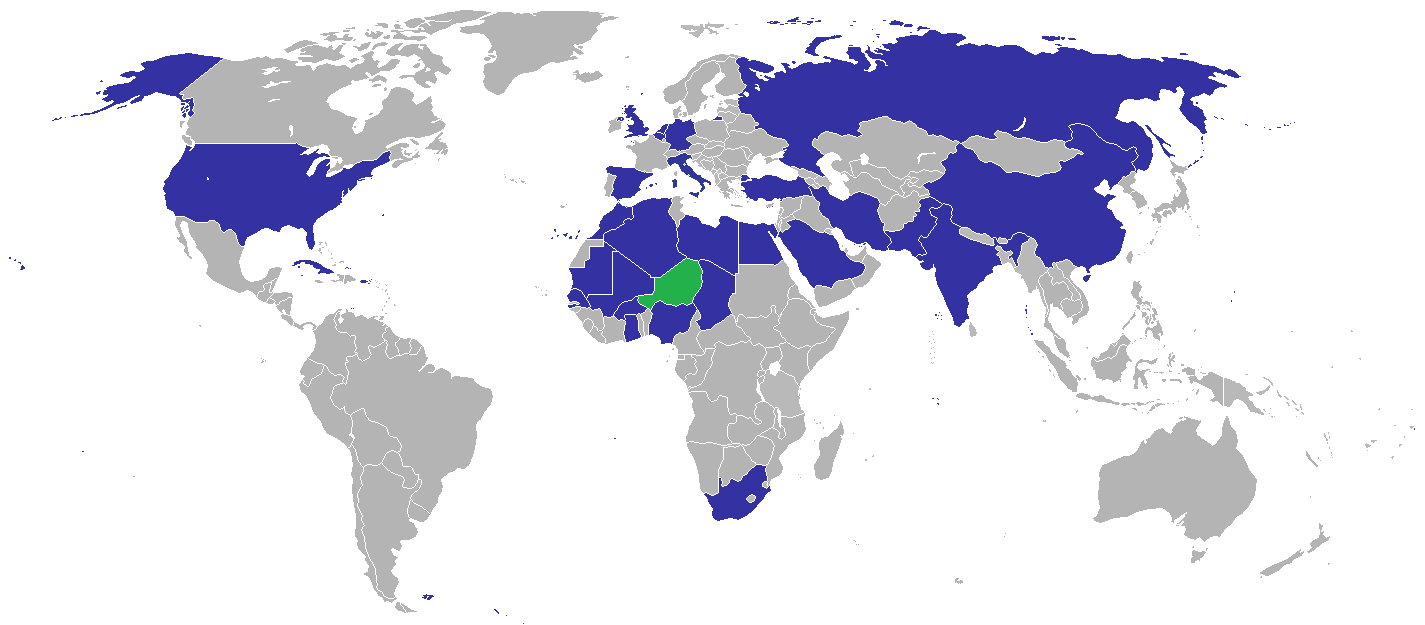
Staaten mit einer Botschaft in Niger

Die Liste der diplomatischen Vertretungen in Niger führt Botschaften und Konsulate auf, die im afrikanischen Staat Niger eingerichtet sind (Stand 2019).

## Botschaften in Niamey
22 Botschaften sind in der nigrischen Hauptstadt Niamey eingerichtet (Stand 2019).

### Staaten
| - Ägypten: Botschaft - Algerien: Botschaft - Belgien: Botschaft - Benin: Botschaft - Deutschland: Botschaft - Frankreich: Botschaft - Indien: Botschaft - Iran: Botschaft - Italien: Botschaft - Kuba: Botschaft - Libyen: Botschaft | - Luxemburg: Botschaft - Marokko: Botschaft - Nigeria: Botschaft - Pakistan: Botschaft - Saudi-Arabien: Botschaft - Spanien: Botschaft - Südafrika: Botschaft - Tschad: Botschaft - Türkei: Botschaft - Vereinigte Staaten: Botschaft - Volksrepublik China: Botschaft |

### Vertretungen Internationaler Organisationen
- Europäische Union, Delegation
- Malteserorden, Vertretung

## Konsulate im Niger

### Generalkonsulate
- Burkina Faso (Niamey)
- Mali (Niamey)
- Mauretanien (Niamey)

### Konsulate
- Algerien (Agadez)